# Viro
Viro (Viroy) foi católico da Albânia de 596 até 630.

## Vida

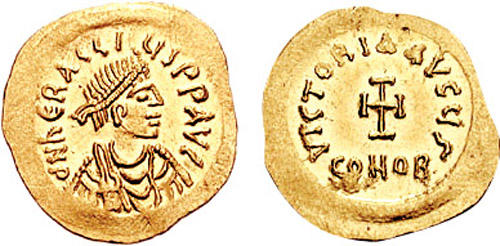
Tremisse do imperador Heráclio r.

Viro nasceu em data incerta no século VI. Em 596, sucede Abas (r. 552–596) como católico da Albânia. Participou na revolta contra o xá Cosroes II (r. 590–628), mas foi capturado e levado à corte persa de Ctesifonte, onde permanece por 25 anos. No tempo que esteve na Pérsia, adquiriu amplo conhecimento de pálavi. Ele foi liberado por Cavades II (r. 628).
Em 626, os cazares (ou goturcos), que concluíram aliança com Heráclio, ameaçaram invadir a Albânia. Cosroes enviou para Partava um governador chamado Gaixaque (Gayšak) com a missão de fortificá-la. Em 628, os cazares invadiram e o marzobã Sema Ustnas (Gusnas?) se recusou a responder ao chamado do líder deles, Sate. O católico Viro se apresentou no campo cazar em Uti e chegou a um acordo com Sate, o que não impediu de Sate declarar-se senhor da Albânia e Chor. Por volta da mesma época, Varazes Gregório, membro dos Miracanes, consagrou-se "príncipe da Albânia" por Viro. Em 630, Viro é sucedido por Zacarias II (r. 630–646).